# Marjory Stoneman Douglas High School
Marjory Stoneman Douglas High School är ett fyraårigt high school i Parkland i Florida. 
Det är den enda statliga high school i Parkland. Skolan är uppkallad efter författaren Marjory Stoneman Douglas.
I februari 2018 inträffade en omfattande skolskjutning på skolan.